# Camp Kikiwaka
Jessie
Camp Kikiwaka (Bunk'd), puis Ranch Kikiwaka (Bunk'd: Learning the Ropes) est une série télévisée américaine en 161 épisodes d'environ 23 minutes créée par Pamela Eells O'Connell et diffusée entre le 31 juillet 2015 et le 2 août 2024 sur Disney Channel.
En France, Suisse et Belgique, elle est diffusée à partir du 5 février 2016 sur Disney Channel France[réf. souhaitée], et au Québec depuis l'été 2016 sur La Chaîne Disney.
Les trois premières saisons sont disponibles sur la plateforme de streaming Disney+, depuis son lancement en France le 7 avril 2020.

## Synopsis
Emma (Peyton Roi List), Ravi (Karan Brar) et Zuri (Skai Jackson) quittent New York pour les vacances et partent pour un camp d'été situé dans le Maine et nommé « Camp Kikiwaka » (fondé par Jedediah Swearengen et dirigé par sa descendante Gladys, qui était autrefois amoureuse de Morgan Ross, il est baptisé d'après le nom d'une créature légendaire qui vivrait dans la forêt voisine), où leurs parents Christina (Christina Moore) et Morgan Ross (Charles Esten) se sont rencontrés à l'adolescence. Avec leurs nouveaux amis, ils essaient de leur mieux de s'adapter à ce nouvel environnement.
Par la suite, Lou, la meilleure amie d'Emma que cette dernière a rencontré au camp, devient la nouvelle propriétaire et gérante de celui-ci.

## Distribution

### Personnages principaux
| Voix originale        | Personnages                | Voix française                                          | Saisons    | Saisons    | Saisons    | Saisons    | Saisons    | Saisons    | Saisons    |
| Voix originale        | Personnages                | Voix française                                          | 1          | 2          | 3          | 4          | 5          | 6          | 7          |
| --------------------- | -------------------------- | ------------------------------------------------------- | ---------- | ---------- | ---------- | ---------- | ---------- | ---------- | ---------- |
| Miranda May           | Louella « Lou » Hockhauser | Manon Corneille (saison 1) Camille Donda (saison 2 à 7) | Principale | Principale | Principale | Principale | Principale | Principale | Principale |
| Peyton Roi List       | Emma Ross                  | Alice Orsat                                             | Principale | Principale | Principale |            | Invitée    |            |            |
| Karan Brar            | Ravi Ross                  | Victor Quilichini                                       | Principal  | Principal  | Principal  |            |            |            |            |
| Skai Jackson          | Zuri Ross                  | Clara Quilichini                                        | Principale | Principale | Principale |            |            |            |            |
| Kevin Quinn           | Xander McCormick           | Adrien Larmande                                         | Principal  | Principal  |            |            |            |            |            |
| Nathan Arenas         | Jorge Ramirez              | Matt Mouredon                                           | Principal  | Principal  |            |            |            |            |            |
| Nina Lu               | Tiffany Chen               | Bianca Tomassian                                        | Principale | Principale |            |            |            |            |            |
| Mallory James Mahoney | Destiny Baker              | Lila Lacombe                                            |            |            | Principale | Principale | Principale | Principale | Principale |
| Will Blue Jr.         | Finn Sawyer                | Cécile Gatto (Saisons 3 à 5) Baptiste Mège (Saison 6)   |            |            | Principal  | Principal  | Principal  | Invité     | Invité     |
| Raphael Alejandro     | Matteo Silva               | Kaycie Chase                                            |            |            | Principal  | Principal  | Principal  |            | Invité     |
| Israel Johnson        | Noah Lambert               | Enzo Ratsito                                            |            |            |            | Principal  | Principal  | Principal  | Principal  |
| Shelby Simmons        | Ava King                   | Aurélie Konaté                                          |            |            |            | Principale | Principale |            | Invitée    |
| Scarlett Estevez      | Gwen Flores                | Lana Ropion                                             |            |            |            | Principale | Invitée    |            | Invitée    |
| Trevor Tordjman       | Parker Preston             | Romain Altché                                           |            |            |            |            | Principal  | Principal  | Principal  |
| Shiloh Verrico        | Winona "Winnie" Weber      | Lévanah Solomon                                         |            |            |            |            |            | Principale | Principale |
| Alfred Lewis          | Bill Pickett               | Tom Trouffier                                           |            |            |            |            |            | Principal  | Principal  |
| Luke Busey            | Jake Jacobs                | Lou Howard                                              |            |            |            |            |            | Principal  | Principal  |

### Acteurs récurrents
- Mary Scheer (en) (VF : Brigitte Virtudes) : Gladys (saison 1 et 2)
- Tessa Netting (VF : Camille Timmerman) : Hazel Swearengen (saison 1 et 2, invitée saison 4)
- Lincoln Melcher (VF : Kylian Trouillard) : Griff Jones (saison 2)
- Casey Campbell (VF : Gérard Surugue) : Murphy (saison 2, invitée saison 3)
- Nate Stone : Timmy (saison 1 à 3)
- Lily Mae (VF : Zina Khakhoulia) : (saison 2 et 3)
- Raini Rodriguez : Barb Barca (saison 4 et 5, puis saison 7)
- Kyriana Kratter : Nadine (saison 5)
- Ellen Karsten : Miss Tilly (saison 4 et 5)
- Thom Rivera (VF : Constantin Pappas) : The Marshal (saison 6 et 7)
- Grace Lu (VF : Estelle Darazi) : Megan (saison 6)
- Yvette Cason (VF : Virginie Emane) : Rose (saison 6)
- Ren Hanami (VF : Patricia Legrand) : Mavis (saison 6)
- DeeDee Rescher (VF : Béatrice Michel) : Iris (saison 6)
- Jordan Clark (VF : Karine Foviau) : Victoria Vance (saison 6 et 7)

### Invités
- Version française :
  - Société de doublage : Dubbing Brothers
  - Direction artistique : Marie-Eugénie Maréchal
  - Adaptation des dialogues : Nadine Delanoë, Isabelle Neyret (2 ép. de la saison 2022)

 Source et légende : version française (VF) sur RS Doublage et Doublage Série Database

## Production
Le tournage de la première saison a débuté le 29 avril 2015. Elle est diffusée du 31 juillet 2015 au 20 mai 2016 sur Disney Channel.
Dérivée de la série Jessie, de la même créatrice, elle a été renouvelée par Disney Channel le 29 février 2016.
La deuxième saison a été diffusée du 23 août 2016 au 24 mai 2017.
Le 31 août 2017, la série a été renouvelée pour une troisième saison dont la production a débuté le 15 octobre 2017 et s'est terminée le 30 mars 2018. Elle est diffusée du 18 juin au 21 septembre 2018.
La série devait initialement se terminer à la troisième saison à cause du départ de la famille Ross. Mais le 15 novembre 2018, elle est renouvelée pour une quatrième saison avec trois nouveaux personnages qui les remplaceront (Gwen, Ava et Noah). Le tournage a commencé le 30 mars 2019 et est diffusée du 20 juin au 24 juillet 2020. Il devait à l'origine y avoir 32 épisodes pour cette saison mais pour cause de la pandémie de Covid-19, les deux derniers épisodes ont été annulés.
Le 24 février 2020, Disney Channel a annoncé que la série a été renouvelée pour une cinquième saison. Le tournage a commencé le 30 septembre 2020. Par coïncidence, il s'agit du jour de l'anniversaire des 9 ans de sa série prédécesseur Jessie. C'est la première série de sitcom pour la jeunesse appartenant à Disney Channel ayant le droit à une cinquième saison. Dans cette saison, Scarlett Estevez ne sera plus un personnage principal, mais cependant elle pourrait faire une apparition spéciale.
Le 26 août 2020, il est officiellement annoncé que l'acteur Trevor Tordjman a rejoint la distribution de la série pour la cinquième saison.
Le 19 octobre 2020, il est annoncé que l'actrice Peyton Roi List qui a joué le personnage principal de Emma Ross, dans les trois premières saisons, revient pour le premier épisode de la cinquième saison, qui sera diffusé le 15 janvier 2021, en tant qu'invitée.
La cinquième saison est diffusée entre le 15 janvier et le 6 août 2021 avec un total de 21 épisodes.
Le 15 décembre 2021, il a été annoncé que la série était renouvelée pour une sixième saison, sous-titrée Learning the Ropes, avec Miranda May, Trevor Tordjman, Mallory James Mahoney et Israel Johnson et trois nouveaux personnages Shiloh Verrico, Luke Busey et Alfred Lewis (Winnie, Jake, Bill) qui remplacent Raphael Alejandro, Will Blue Jr. et Shelby Simmons (Matteo, Finn, Ava).
La sixième saison est diffusée entre le 10 juin 2022 et le 21 mai 2023 avec un total de 30 épisodes.
Le 11 octobre 2022, la série a été renouvelée pour une septième saison.
Le 7 mai 2023, il a été annoncé que la production de la septième saison avait été interrompue en raison de la Grève de la Writers Guild of America de 2023.
La septième saison est diffusée à partir du 23 juillet 2023 avec un total de douze épisodes sur les vingt prévus.
Le 29 décembre 2023, il a été annoncé que Disney Channel avait prolongé la septième saison à 22 épisodes et a révélé que ce serait la dernière saison.

## Épisodes
| Saison | Saison | Épisodes | Épisodes       | États-Unis      | États-Unis        |
| Saison | Saison | Épisodes | Épisodes       | Début           | Fin               |
| ------ | ------ | -------- | -------------- | --------------- | ----------------- |
|        | 1      | 21       | 21             | 31 juillet 2015 | 20 mai 2016       |
|        | 2      | 21       | 21             | 23 août 2016    | 24 mai 2017       |
|        | 3      | 16       | 16             | 18 juin 2018    | 21 septembre 2018 |
|        | 4      | 30       | 30             | 20 juin 2019    | 24 juillet 2020   |
|        | 5      | 21       | 21             | 15 janvier 2021 | 6 août 2021       |
|        | 6      | 30       | 30             | 10 juin 2022    | 21 mai 2023       |
|        | 7      | 22       | 12             | 23 juillet 2023 | 1er décembre 2023 |
| 10     | 7      | 22       | 5 juillet 2024 | 2 août 2024     |                   |

### Saison 1 (2015-2016)
| №  | Titre français                  | Titre original                    | Diffusion originale | Code prod. |
| -- | ------------------------------- | --------------------------------- | ------------------- | ---------- |
| 1  | Bienvenue au camp Kikiwaka      | Welcome to Camp Kikiwaka          | 31 juillet 2015     | 101        |
| 2  | Premier Rendez-vous             | Gone Girl                         | 7 août 2015         | 102        |
| 3  | Ravi fait régner l'ordre        | Camp Rules                        | 14 août 2015        | 104        |
| 4  | La Canne des esprits            | Smells Likes Camp Spirit          | 21 août 2015        | 105        |
| 5  | L'important c'est de gagner !   | The Ones That Got Away            | 6 novembre 2015     | 103        |
| 6  | Trahison                        | Can You Hear Me Now               | 13 novembre 2015    | 106        |
| 7  | Amies avec l'ennemi             | Friending with the Enemy          | 20 novembre 2015    | 107        |
| 8  | Sur les traces du Kikiwaka      | Waka, Waka, Waka                  | 27 novembre 2015    | 108        |
| 9  | Le Monsieur des bois            | Secret Santa                      | 4 décembre 2015     | 114        |
| 10 | Rendez-vous au Spot             | Counselors' Night Off             | 8 janvier 2016      | 110        |
| 11 | La Grande Famille des amis      | There's No Place Likes Camp       | 22 janvier 2016     | 111        |
| 12 | Bataille de camps               | Luke's Back                       | 12 février 2016     | 119        |
| 13 | Escapade en ville               | No Escape                         | 19 février 2016     | 112        |
| 14 | Un campeur étrange              | Close Encounters of the Camp Kind | 11 mars 2016        | 116        |
| 15 | Camping sauvage                 | Crafted and Shafted               | 18 mars 2016        | 117        |
| 16 | Invités surprise                | Boos Boos and Birthday            | 25 mars 2016        | 109        |
| 17 | Lou est amoureuse               | For Love and Money                | 1er avril 2016      | 113        |
| 18 | Amour et Oiseaux                | Love Is for the Birds             | 8 avril 2016        | 120        |
| 19 | Olga le fantôme                 | Bride and Doom                    | 29 avril 2016       | 121        |
| 20 | Il faut sauver le camp Kikiwaka | Live from Camp Kikiwaka           | 13 mai 2016         | 115        |
| 21 | Xander fait un choix            | Xander Says Goodbye               | 20 mai 2016         | 118        |

### Saison 2 (2016-2017)
| №  | #  | Titre français          | Titre original                | Diffusion originale | Code prod. |
| -- | -- | ----------------------- | ----------------------------- | ------------------- | ---------- |
| 22 | 1  | Un nouveau Grizzly      | Griff Is in the House!        | 23 août 2016        | 201        |
| 23 | 2  | Jalousie                | Dance in My Pants             | 24 août 2016        | 202        |
| 24 | 3  | La Brebis de Zuri       | Zuri Has a Little Lamb        | 25 août 2016        | 203        |
| 25 | 4  | Zuri et les Fouines     | Zuri Weasels Out              | 26 août 2016        | 205        |
| 26 | 5  | La Reine de la peur     | Queen of Screams              | 16 septembre 2016   | 207        |
| 27 | 6  | Visite inattendue       | Luke Out Below                | 30 septembre 2016   | 206        |
| 28 | 7  | Terreur sur le camp     | Camp Kiki-Slasher             | 7 octobre 2016      | 204        |
| 29 | 8  | La Cabane de la terreur | Treehouse of Terror           | 28 octobre 2016     | 209        |
| 30 | 9  | Ouvrir son cœur         | Tidal Wave                    | 4 novembre 2016     | 208        |
| 31 | 10 | En plein brouillard     | Fog'd In                      | 11 novembre 2016    | 212        |
| 32 | 11 | Noël en plein été       | How the Griff Stole Christmas | 2 décembre 2016     | 211        |
| 33 | 12 | Le Concours de cuisine  | Food Fight                    | 24 février 2017     | 217        |
| 34 | 13 | Ta mère, mon idole      | Mother May I?                 | 3 mars 2017         | 210        |
| 35 | 14 | La boue est taboue      | Mud Fight                     | 17 mars 2017        | 216        |
| 36 | 15 | Le Chagrin de Lou       | Dog Days of Summer            | 24 mars 2017        | 214        |
| 37 | 16 | Entre chien et loup     | Bad Dog!                      | 31 mars 2017        | 215        |
| 38 | 17 | Pirodor, le retour !    | Camp Stinky Waka              | 7 avril 2017        | 218        |
| 39 | 18 | Chalet contre chalet    | Cabin vs. Cabin               | 14 avril 2017       | 219        |
| 40 | 19 | Du rêve à la réalité    | Dreams Come True              | 21 avril 2017       | 220        |
| 41 | 20 | Dernier feu de camp     | We Didn't Start the Fire      | 28 avril 2017       | 221        |
| 42 | 21 | Un amour naissant       | The Great Escape              | 24 mai 2017         | 213        |

### Saison 3 (2018)
| №  | #  | Titre français           | Titre original                  | Diffusion originale | Code prod. |
| -- | -- | ------------------------ | ------------------------------- | ------------------- | ---------- |
| 43 | 1  | Nouveau Départ           | We Can't Bear It!               | 18 juin 2018        | 301        |
| 44 | 2  | Le Château gonflable     | Let's Bounce!                   | 19 juin 2018        | 302        |
| 45 | 3  | Inspection               | Take the Cake                   | 20 juin 2018        | 303        |
| 46 | 4  | Sœurs et peurs           | O Sister, Where Art Thou?       | 21 juin 2018        | 304        |
| 47 | 5  | La Grotte                | Cav'd In                        | 22 juin 2018        | 305        |
| 48 | 6  | Insupportables portables | By All Memes                    | 25 juin 2018        | 306        |
| 49 | 7  | Le Festival du homard    | A Whole Lotta Lobsta            | 29 juin 2018        | 307        |
| 50 | 8  | L'Initiation             | No Bones About It               | 2 juillet 2018      | 308        |
| 51 | 9  | La Fête de Lou           | Finders Keepers, Lou's a Weeper | 6 juillet 2018      | 309        |
| 52 | 10 | Le grand Balthazar       | Reversal of Fortune             | 9 juillet 2018      | 310        |
| 53 | 11 | La Course au totem       | Game of Totems                  | 13 juillet 2018     | 311        |
| 54 | 12 | Concours de beauté       | Toilets and Tiaras              | 16 juillet 2018     | 312        |
| 55 | 13 | Fac ou Ferme             | Bungle in the Jungle            | 20 juillet 2018     | 313        |
| 56 | 14 | Voyage dans le temps     | Gruel and Unusual Punishment    | 27 juillet 2018     | 314        |
| 57 | 15 | Décollage immédiat !     | It's a Blast!                   | 3 août 2018         | 315        |
| 58 | 16 | La Fin de l'aventure     | Up, Up and Away                 | 21 septembre 2018   | 316        |

### Saison 4 (2019-2020)
| №  | #  | Titre français                                 | Titre original                             | Diffusion originale | Code prod. |
| -- | -- | ---------------------------------------------- | ------------------------------------------ | ------------------- | ---------- |
| 59 | 1  | Lou aux commandes                              | Who da Boss? Lou da Boss!                  | 20 juin 2019        | 401        |
| 60 | 2  | La soirée des talents                          | Kikiwaka's Got Talent                      | 27 juin 2019        | 402        |
| 61 | 3  | Mensonges et interdictions                     | Yes, Lies and Tower Escape                 | 4 juillet 2019      | 403        |
| 62 | 4  | Amour vache                                    | An Udder Disaster                          | 11 juillet 2019     | 404        |
| 63 | 5  | La source chaude                               | Hot Spring Friend Machine                  | 18 juillet 2019     | 405        |
| 64 | 6  | À l'eau, à l'eau                               | Water Under the Dock                       | 25 juillet 2019     | 406        |
| 65 | 7  | Dans tes pires cauchemars                      | In Your Wildest Screams                    | 5 octobre 2019      | 410        |
| 66 | 8  | Le défi du rat musqué                          | Inn Trouble                                | 12 octobre 2019     | 408        |
| 67 | 9  | Grand nettoyage                                | Lake Rancid                                | 19 octobre 2019     | 407        |
| 68 | 10 | Extrême                                        | Between a Raccoon and a Hard Place         | 26 octobre 2019     | 409        |
| 69 | 11 | Ça pique                                       | Mo-Squito Mo Problems                      | 2 novembre 2019     | 411        |
| 70 | 12 | L'équipe des Lou-sers                          | Sore Lou-ser                               | 9 novembre 2019     | 412        |
| 71 | 13 | Loup solitaire                                 | Lone Wolf                                  | 16 novembre 2019    | 413        |
| 72 | 14 | Renaissance                                    | Serf's Up-Rising                           | 23 novembre 2019    | 414        |
| 73 | 15 | Noël en juillet                                | Summer Winter Wonderland                   | 7 décembre 2019     | 415        |
| 74 | 16 | Camp inondation                                | Cramped Champions                          | 10 janvier 2020     | 416        |
| 75 | 17 | Les deux empileurs                             | A Tale of Two Stackers                     | 17 janvier 2020     | 417        |
| 76 | 18 | La chèvre et le paresseux                      | Whatever Floats Your Goat Boat             | 24 janvier 2020     | 418        |
| 77 | 19 | La machine à glace                             | Snow Cups and Fisticuffs                   | 31 janvier 2020     | 419        |
| 78 | 20 | Petits secrets entre amis                      | The S'more, the S'merrier                  | 7 février 2020      | 420        |
| 79 | 21 | Touche pas la lave                             | Lava at First Fight                        | 21 février 2020     | 421        |
| 80 | 22 | Clowneries et mairie                           | Town and Clown Relations                   | 28 février 2020     | 422        |
| 81 | 23 | Frankie Murmure                                | Whisper Toots                              | 6 mars 2020         | 423        |
| 82 | 24 | La fée du camp                                 | My Fairy Lady                              | 13 mars 2020        | 424        |
| 83 | 25 | Surprise-surprise                              | Party Pooper                               | 20 mars 2020        | 425        |
| 84 | 26 | Échange de cabane                              | Squatters' Fights                          | 21 juin 2020        | 426        |
| 85 | 27 | Trois étoiles et un bébé                       | Three Stars and a Baby                     | 28 juin 2020        | 427        |
| 86 | 28 | Blogger ou ne pas blogger                      | Manic Moose Day                            | 12 juillet 2020     | 428        |
| 87 | 29 | Changement de direction                        | Breaking Barb                              | 19 juillet 2020     | 429        |
| 88 | 30 | Raven au Camp Kikiwaka (cross-over avec Raven) | Raven About Bunk'd (cross-over avec Raven) | 24 juillet 2020     | 430        |

### Saison 5 (2021)
| №   | #  | Titre français,                   | Titre original                               | Diffusion originale | Code prod. |
| --- | -- | --------------------------------- | -------------------------------------------- | ------------------- | ---------- |
| 89  | 1  | Le Retour d'Emma                  | Lou's Still the Boss, but Now There's a Ross | 15 janvier 2021     | 501        |
| 90  | 2  | Les Piwiwaka                      | Rise of the Machine                          | 22 janvier 2021     | 502        |
| 91  | 3  | Est-ce qu'on s'amuse, ici ?       | R.V. Having Fun Yet?                         | 29 janvier 2021     | 503        |
| 92  | 4  | Difficultés tentaculaires         | Tentacle Difficulties                        | 5 février 2021      | 504        |
| 93  | 5  | Coup de chance                    | Luck of the Chuck                            | 12 février 2021     | 505        |
| 94  | 6  | Regardez qui est là               | Look Who's Squawking                         | 19 février 2021     | 506        |
| 95  | 7  | Science tapageuse                 | Raucous Science                              | 26 février 2021     | 507        |
| 96  | 8  | Le garçon-majorette               | Baton-man Begins                             | 5 mars 2021         | 508        |
| 97  | 9  | Pris au piège                     | Everyone's Trap'd                            | 31 mai 2021         | 509        |
| 98  | 10 | Réalité de la télé réalité        | Pop Poppin' In                               | 1er juin 2021       | 510        |
| 99  | 11 | Bille en tête                     | Roll Models                                  | 2 juin 2021         | 511        |
| 100 | 12 | La légende                        | Gi Whiz                                      | 3 juin 2021         | 512        |
| 101 | 13 | Retrouvailles                     | Dancin' Up a Storm                           | 4 juin 2021         | 513        |
| 102 | 14 | Concours de cookies               | Out of the Doghouse                          | 11 juin 2021        | 515        |
| 103 | 15 | Conflit de voisinage              | The Great Awkward Bake-Off                   | 18 juin 2021        | 514        |
| 104 | 16 | Qu'est-ce que c'est que ce cirque | I Won't Let You Clown                        | 25 juin 2021        | 516        |
| 105 | 17 | Invitée surprise                  | Crushin' It                                  | 2 juillet 2021      | 517        |
| 106 | 18 | Le Camp de la peur                | Camp Creepy-Waka                             | 9 juillet 2021      | 518        |
| 107 | 19 | Silence, on tourne !              | A Star is Torn                               | 16 juillet 2021     | 519        |
| 108 | 20 | Concours de beauté                | Moose Queens and Possum Kings                | 30 juillet 2021     | 520        |
| 109 | 21 | La Fin des vacances               | Frien'ds Forever                             | 6 août 2021         | 521        |

### Saison 6 (2022-2023)
| №   | #  | Titre français                       | Titre original                     | Diffusion originale | Code prod. |
| --- | -- | ------------------------------------ | ---------------------------------- | ------------------- | ---------- |
| 110 | 1  | Ranch Kikiwaka : À lasso             | Learning the Ropes                 | 10 juin 2022        | 601        |
| 111 | 2  | Jamais un "Meuh-ment" d'ennui        | Never a Dull Moo-ment              | 17 juin 2022        | 602        |
| 112 | 3  | Brevet de secouriste                 | Worst Aid                          | 24 juin 2022        | 603        |
| 113 | 4  | Le trésor du Ranch                   | Wrecks Mark the Spot               | 1er juillet 2022    | 604        |
| 114 | 5  | La vérité vous libérera              | The Truth Will Sweat You Free      | 8 juillet 2022      | 605        |
| 115 | 6  | Déboussolés                          | Where the Buffalo Betties Roam     | 15 juillet 2022     | 606        |
| 116 | 7  | À la recherche de la recette perdue  | A Recipe for Disaster              | 22 juillet 2022     | 607        |
| 117 | 8  | Tous en selle !                      | Back in the Saddle                 | 29 juillet 2022     | 608        |
| 118 | 9  | Le ranch de la peur                  | Bunkhouse of Horror                | 25 septembre 2022   | 611        |
| 119 | 10 | Les fantômes de la Noël              | Hauntin' Around the Christmas Tree | 2 décembre 2022     | 612        |
| 120 | 11 | La photo de groupe                   | Hope You Geyser Ready to Go!       | 2 janvier 2023      | 609        |
| 121 | 12 | La chanson des Mustangs              | The Song Remains a Pain            | 2 janvier 2023      | 610        |
| 122 | 13 | Plus vrai que nature                 | Art Imitates Life                  | 13 janvier 2023     | 613        |
| 123 | 14 | Far-West Side Story                  | Wild West Side Story               | 20 janvier 2023     | 614        |
| 124 | 15 | Bataille de fans                     | The Wrath of Con                   | 27 janvier 2023     | 615        |
| 125 | 16 | La mission de Finn                   | Finn It to Win It                  | 3 février 2023      | 616        |
| 126 | 17 | Alpaca-lypse maintenant              | Alpaca-lypse Now                   | 17 février 2023     | 617        |
| 127 | 18 | Le monde à l'envers                  | The Wicked Switch of the West      | 24 février 2023     | 618        |
| 128 | 19 | Demande en mariage                   | No Pain, No Grain                  | 3 mars 2023         | 619        |
| 129 | 20 | Tout pour des chaussures             | Shoe Drops Chili Plops             | 12 mars 2023        | 620        |
| 130 | 21 | La sœur jumelle                      | Pickett Fencing                    | 12 mars 2023        | 621        |
| 131 | 22 | Citoyen modèle                       | Model Citizen                      | 19 mars 2023        | 622        |
| 132 | 23 | Feux de camp et flops de camp        | Camp Fails and Beaver Tails        | 26 mars 2023        | 623        |
| 133 | 24 | Claquettes                           | Tap'd Out                          | 2 avril 2023        | 624        |
| 134 | 25 | Jeu, set et massacre                 | Badminton to the Bone              | 9 avril 2023        | 625        |
| 135 | 26 | Pour le meilleur et pour le rire     | For Letter or Worse                | 16 avril 2023       | 626        |
| 136 | 27 | Cow-boys, conseillers et confidentes | Butter You Doing Here?             | 23 avril 2023       | 627        |
| 137 | 28 | La romancière et le fan              | Writer's Locked                    | 7 mai 2023          | 628        |
| 138 | 29 | Avis de recherche                    | Most Wanted                        | 14 mai 2023         | 629        |
| 139 | 30 | La dernière chasse au trésor         | Desperate Treasures                | 21 mai 2023         | 630        |

### Saison 7 (2023-2024)
| №   | #  | Titre français               | Titre original                        | Diffusion originale | Code prod. |
| --- | -- | ---------------------------- | ------------------------------------- | ------------------- | ---------- |
| 140 | 1  | Malédiction au camp          | Cursed Day of Camp                    | 23 juillet 2023     | 701        |
| 141 | 2  | Travail-niversaire           | Workaversary Girl                     | 30 juillet 2023     | 702        |
| 142 | 3  | Opération restaurant         | Meat Cute                             | 8 août 2023         | 703        |
| 143 | 4  | Concours d'archerie          | An Arrow Victory                      | 13 août 2023        | 704        |
| 144 | 5  | Climatisation et élégance    | Hot Couture                           | 20 août 2023        | 705        |
| 145 | 6  | Barb est de retour           | What About Barb?                      | 27 août 2023        | 706        |
| 146 | 7  | Luau au Ranch Kikiwaka       | Wastin' Away Again in Barb-aritaville | 3 septembre 2023    | 707        |
| 147 | 8  | Qui sera le maire?           | Don't Hate the Mayor, Hate the Game   | 10 septembre 2023   | 708        |
| 148 | 9  | Gymnastes et poulailler      | Coop D'etat                           | 17 septembre 2023   | 709        |
| 149 | 10 | Le soulèvement de la machine | Me, Myself, and A.I.                  | 24 septembre 2023   | 710        |
| 150 | 11 | Angoisse au Ranch            | The Glitching Hour                    | 27 septembre 2023   | 711        |
| 151 | 12 | La fête des Fêtes            | Friends in Snow Places                | 1er décembre 2023   | 712        |
| 152 | 13 | Titre en français inconnu    | Yodel Recall                          | 5 juillet 2024      | 713        |
| 153 | 14 | Titre en français inconnu    | Game of Throne                        | 5 juillet 2024      | 714        |
| 154 | 15 | Titre en français inconnu    | Busk a Move                           | 12 juillet 2024     | 715        |
| 155 | 16 | Titre en français inconnu    | Free Balls and Pickleball             | 12 juillet 2024     | 716        |
| 156 | 17 | Titre en français inconnu    | And the Kiki Goes to...               | 19 juillet 2024     | 717        |
| 157 | 18 | Titre en français inconnu    | Iguana Be Best Man                    | 19 juillet 2024     | 718        |
| 158 | 19 | Titre en français inconnu    | License to Cattle Drive               | 26 juillet 2024     | 719        |
| 159 | 20 | Titre en français inconnu    | Cold Feet, Hot Brobblers              | 26 juillet 2024     | 720        |
| 160 | 21 | Titre en français inconnu    | Slapshot to the Heart                 | 2 août 2024         | 721        |
| 161 | 22 | Titre en français inconnu    | Happy Trails                          | 2 août 2024         | 722        |

## Audiences
| Saison | Épisodes | Lancement       | Lancement       | Fin de saison     | Fin de saison   |
| Saison | Épisodes | Date            | Téléspectateurs | Date              | Téléspectateurs |
| ------ | -------- | --------------- | --------------- | ----------------- | --------------- |
| 1      | 21       | 31 juillet 2015 | 4 236 000       | 20 mai 2016       | 1 250 000       |
| 2      | 21       | 23 août 2016    | 1 350 000       | 24 mai 2017       | 992 000         |
| 3      | 16       | 18 juin 2018    | 972 000         | 21 septembre 2018 | 650 000         |
| 4      | 30       | 20 juin 2019    | 677 000         | 24 juillet 2020   | 715 000         |
| 5      | 21       | 15 janvier 2021 | 612 000         | 6 août 2021       | 333 000         |
| 6      | 30       | 10 juin 2022    | 260 000         | 21 mai 2023       | 90 000          |
| 7      | 22       | 23 juillet 2023 | NC              | 2 août 2024       | NC              |